# Front du Levant
Le Front du Levant (arabe : الجبهة الشاميّة, al-Jabhat aš-Šāmiyya) est une alliance de groupes rebelles formée le 25 décembre 2014 dans le gouvernorat d'Alep et dissoute le 29 janvier 2025 pendant la guerre civile syrienne.

## Composition
Le Front du Levant est formé le 25 décembre 2014 par les groupes rebelles suivants :
- Le Front islamique à Alep (Liwa al-Tawhid)[2],[4],[5]
- L'Armée des Moudjahidines[4]
- Le Harakat Nour al-Din al-Zenki[4] (jusqu'au 28 janvier 2017)
- Fastaqim Kama Umirt[4]
- Le Front de l'authenticité et du développement[4]
- Le Mouvement Hazm annonce son ralliement au Front du Levant le 31 janvier 2015, après plusieurs défaites contre le Front al-Nosra[6]. À la suite d'autre revers, le mouvement annonce même sa dissolution le 1er mars au sein du Front du Levant[7]
- Les Kataeb Thuwar al-Sham intègrent le Front du Levant le 27 janvier 2016[8]

Cependant, la plupart de ces groupes quittent ensuite le Front du Levant. Début 2017, ce dernier est constitué des groupes suivant :
- Le Liwa Suqour Halab[9]
- Le Liwa al-Fatah[9]
- La Brigade Léon Sedov (en)[9]
- La Brigade de la Tempête du Nord[9]

## Affiliations
Le Front du Levant est affilié à l'Armée syrienne libre,. 
Il fait partie des mouvements qui intègrent la chambre d'opérations Fatah Halab le 26 avril 2015,.
Il intègre la Chambre d'opérations Hawar Kilis en avril 2016.
Fin 2017, il intègre l'Armée nationale syrienne.

## Idéologie
Les idéologies des groupes qui composent le Front du Levant sont diverses, incluant des tendances salafistes, islamistes proches des Frères musulmans ou apolitiques.

## Commandement
Le Front du Levant est dirigé par Azzam al-Gharib (en). Le 21 décembre 2024, ce dernier est nommé gouverneur d'Alep par le commandement général des factions armées de l'opposition syrienne.

## Zones d'opérations
Le Front du Levant est surtout actif dans le gouvernorat d'Alep. Le 25 janvier 2017, ses forces dans le gouvernorat d'Idlib intègrent Ahrar al-Cham pour obtenir sa protection après des attaques du Front Fatah al-Cham,,,,. 
Le Front du Levant participe à la bataille d'Alep, il affronte l'État islamique au nord d'Alep et prend part à l'Opération Bouclier de l'Euphrate,. Vers la mi-février 2017, il affirme détenir 300 combattants l'État islamique, dont des combattants étrangers en soulignant qu'aucun gouvernement étranger ne cherche à récupérer ses ressortissants.
Contrairement à d'autres groupes de l'Armée nationale syrienne, le Front du Levant refuse d'envoyer de faire partir une partie de ses hommes participer à la deuxième guerre civile libyenne et à la seconde guerre du Haut-Karabagh.

## Exactions
Dans un rapport publié le 4 juillet 2016, Amnesty International accuse le Front du Levant de crimes de guerre et dénonce des cas de tortures, d'enlèvements et d'exécutions sommaires commis par des membres de ce groupe,.